# Пункт назначения (фильм)
«Пункт назначе́ния» (англ. Final Destination) — первый в одноимённой серии фильм ужасов о сверхъестественном 2000 года режиссёра Джеймса Вонга. Сценарий фильма написан Гленом Морганом на основе сюжета Джефри Реддика. В фильме снимались Девон Сава, Эли Лартер, Керр Смит и Тони Тодд. Сава играет подростка, который обманывает смерть после того, как его посетило виде́ние смерти себя и своих друзей, которые взрываются в самолёте. Ему удаётся спасти нескольких пассажиров, но смерть тем не менее настигает их, поскольку им было суждено погибнуть на том самолёте.
Фильм основан на сценарии, написанном для сериала «Секретные материалы» Джеффри Реддика. Съёмки фильма проводились в штате Алабама и Ванкувере. На экраны фильм вышел 17 марта 2000 года и финансово оказался успешным, в первые же выходные заработав $10 млн. В тот же день был выпущен саундтрек к фильму, включивший в себе песни композитора Ширли Уокер. 26 сентября 2000 года в США и Канаде состоялся релиз фильма на DVD, в который вошли удалённые сцены, комментарии и документалистика.
Фильм получил смешанные отзывы от критиков. Отрицательные отзывы были вызваны тем, что фильм направлен на подростковую аудиторию, а положительные — тем, что фильм очень динамичный и постоянно держит в напряжении. Картина получила премию Сатурн как Лучший фильм ужасов, и лучшему молодому актёру за персонаж, сыгранный Савой. У фильма есть три сиквела: Пункт назначения 2, Пункт назначения 3, Пункт назначения 4 и один приквел Пункт назначения 5, а также ряд романов и комиксов, опубликованные Black Flame и Zenescope Entertainment.

## Сюжет
У старшеклассника Алекса Браунинга (Девон Сава) перед поездкой в Париж, когда он сидит в самолёте рейса 180 случается видение — ему кажется, что их воздушное судно взрывается в воздухе. Алекс начинает паниковать и пытается выйти из самолёта. Из-за сложившейся ситуации самого Алекса, учительницу Валери Льютон (Кристен Клоук), крутого парня Картера Хортона (Керр Смит), подругу Картера Терри Чейни (Аманда Детмер) и студента Билли Хичкока (Шон Уильям Скотт) высаживают из самолёта, а сирота Клэр Риверс (Эли Лартер) и друг Алекса Тод Ваггнер (Чед Донелла) сходят сами. Картер устраивает драку с Алексом за сорванную поездку, а самолёт с оставшимися пассажирами взлетает и тут же взрывается. После этого два агента ФБР берут показания у людей, снятых с самолёта.
Спустя 39 дней в школе открывают памятник в честь погибших в этом рейсе. Тем же вечером у себя дома в ванной Тод поскальзывается, бельевая верёвка опутывается вокруг его шеи. Из-за скользкой ванны Тод не может освободиться и погибает от удушья. Все, кроме Алекса, считают его смерть самоубийством. Алекс был на месте трагедии и увидел там Клэр. На следующий день он пытается выяснить, почему она там оказалась. Клер заявляет, что чувствует примерно то же, что и Алекс, но не испытывает видений. Алекс и Клэр догадываются, что Смерть идёт за ними. Они решают взглянуть на умершего Тода в морге.
Когда Алекс и Клэр приходят в морг, таинственный гробовщик Уильям Бладуорт (Тони Тодд) говорит им, что Смерть вмешивается, чтобы убить всех, кто должен был умереть в самолёте. На другой день Алекс пытается убедить Клэр в убийстве Тода, но она не верит. Картер и Терри подъезжают к ним на машине, чуть не сбив Билли. В это время из магазина выходит Валери Льютон, которая сообщает о своём намерении через неделю покинуть город. Картер и Алекс снова ссорятся. Терри надоедают их крики, она переходит улицу, и её насмерть сбивает автобус.
Дома, смотря репортаж о крушении, Алекс приходит к выводу, что Смерть убивает людей, оставшихся в живых, в том же порядке, в каком они погибли бы при взрыве. На основе этого он понимает, что следующая цель Смерти — мисс Льютон. Он мчится к её дому, но случается пожар, на учительницу падает стойка с ножами, один из них вонзается ей в грудь, и она погибает. Алекс выбегает из дома за секунды до взрыва и бежит домой. Свидетелем взрыва становится Билли.
Клэр допрашивают агенты ФБР, они подозревают Алекса в убийствах (Алекс касался ножа, убившего мисс Льютон, следы его обуви отпечатались на полу в её крови). Алекс связывается с Билли, Клэр и Картером, чтобы рассказать им о своей теории. Они решают уехать из города на автомобиле Картера. У Алекса происходит видение поезда и разрыва ремня безопасности. Картер узнаёт от Алекса, что он следующий, гонит на бешеной скорости по шоссе и останавливает машину на железнодорожной ветке. Картер хочет себя убить прежде, чем это сделает Смерть. Однако он передумывает, но не может выйти, поскольку ремень безопасности заклинило. Картер попытался завести машину, но двигатель не завёлся, а двери сами заблокировались. Алекс мчится, чтобы помочь Картеру выбраться, и разрывает ремень, и Картер оказывается освобождён за секунду до того, как поезд врезается в автомобиль. Картер перемещается в конец списка Смерти. Спустя несколько секунд оказавшийся обломок машины Картера от удара поездом летит по воздуху и разрезает голову Билли.
Дома Алекс понимает — Билли погиб потому, что он спас Картера. Смерть пропустила Картера и нанесла удар Билли. Далее он понимает, что следующая жертва Смерти не он, а Клэр. Алекс мчится к её дому и находит её в автомобиле, окружённом огнём, а вокруг неё вьётся повреждённый электрический кабель. Алекс спасает её, поднимая кабель, но сам получает сильный удар током. Клэр и приехавшие агенты бегут к Алексу и пытаются его реанимировать.
Шесть месяцев спустя Алекс, Клэр и Картер находятся в Париже и говорят о рейсе 180. Алекс считает, что они ещё в списке, просто Смерть дала им отсрочку. Алекс выходит прогуляться. Задумавшись, он не замечает мчащегося автобуса, крик Клэр спасает его. Автобус врезается в столб, тот задевает вывеску, падающую на Алекса. В последний момент его отталкивает Картер. Он спрашивает Алекса, кто является следующим в списке. Вывеска «miro81» (если перевернуть: «18ORIM» (отсылка к катастрофе)), взлетает в воздух и падает на Картера. Экран темнеет. Можно услышать громкий удар, который оставляет Алекса и Клэр последними выжившими рейса 180.

## В ролях
- Девон Сава — Алекс Браунинг
- Эли Лартер — Клэр Риверс
- Керр Смит — Картер Хортон
- Шон Уильям Скотт — Билли Хичкок
- Кристен Клоук — Валери Льютон
- Дэниел Робук — агент Вэйн
- Роджер Гуэнвёр Смит — агент Шрек
- Аманда Детмер — Терри Чейни
- Чэд Донелла — Тод Ваггнер
- Тони Тодд — Уильям Бладуорт
- Брендан Фер — Джордж Ваггнер
- Роберт Уизден — Кен Браунинг, отец Алекса
- Кристин Шателейн — Блейк Драйер

## Создание

### Производство
Идея создания фильма и его дальнейших сиквелов возникла у Джефри Реддика, после того, как в СМИ появилось сообщение о взрыве рейса 800 авиакомпании Trans World Airlines. Впоследствии Реддик решил написать 14-страничный сценарий о рейсе 180 для сериала «Секретные материалы». Его сценарий не заинтересовал создателей и продюсеров Крисом Картером и их соавторов, за исключением Джеймса Вонга и Глена Моргана, которые проявили интерес к нему. Оба кинематографиста были готовы сделать фильм, но сценарий был переписан в соответствии с их стандартами. «Я считаю, что в определённый момент у нас появляется чувство предвидения», — сказал Вонг. «Главным нашим желанием было, чтобы наши персонажи не видели смерть. Мы хотели, чтобы у него не было внешности и обличия. Они умрут не от руки убийцы. И им понравилась эта идея, они сказали Окей» — добавил Морган. Продюсеры Крейг Перри и Уоррен Зайд из компании «Zide/Perry Productions» помогли бюджету фильма, так как были под впечатлением от идеи о невидимой убийце жертв. «New Line Cinema» распределили бюджет и права на фильм, после того как Реддик пришёл к ним лично.

### Подбор актёров
«Одним из самых важных пунктов при выборе актёров было способность тонко сыграть своего персонажа» — отметил в ходе прослушивания Морган. Роль Алекса Браунинга исполнил канадский актёр Девон Сава, который прославился игрой в фильме «Рука-убийца» 1999 года. Сава сказал, что «когда читал сценарий фильма в самолёте, каждый раз выглядывал в окно, чтобы проверить, всё ли нормально с двигателем». Однако Вонг и Морган, не будучи знакомыми с ним, захотели посмотреть его предыдущие фильмы. Морган был поражён его игрой в фильме «Рука-убийца», поэтому Сава был включён в список актёров. Про свою роль Сава заявил: «В начале Алекс был сумасшедшим сухарём и, наверное, не самым популярным парнем в школе. Я думаю, после того, как самолёт упадёт, его мир полностью изменится». «Девон имеет обычные человеческие качества, что делает его ещё более доступным», — отметил Вонг, «Он уверенный в себе человек, который не боится взяться за сложные персонажи и стать героем». Перри был поражён уязвимостью Савы в действии, описывая его как очень характерного персонажа.
Эли Лартер, которая сыграла главную роль в фильме «Студенческая команда» 1999 года, была включена в список актёров как исполнительница персонажа Клэр Риверс. Лартер утверждает, что «фильм показывает, как легко можно превратиться в кого-то, винить кого угодно, когда вы напуганы. Также о доверии к своей интуиции и к себе». Она описывает своего персонажа, как человека, много потерявшего в жизни и живущего своим миром. Шон Уильям Скотт, известный ролью Стива Стифлера в фильме «Американский пирог» 1999 года, был нанят в качестве исполнителя роли Билли Хичкока. Скотт смеялся над своей ролью, утверждая, что «ему не хватает социальных навыков». Скотт был удивлён, когда заметил, что в сценарии он является толстым. В конце концов, сценаристы изменили типаж персонажа, чтоб он больше подходил Скотту. Звезда сериала «Бухта Доусона», Керр Смит сыграл Картера Хортона. Керр определил Картера как типичного школьного хулигана, чья жизнь зависит от гнева.

### Съёмки
Съёмки крушения и полёта были сняты в Лонг-Айленде, а дополнительные сцены в Ванкувере. Из-за занятости актёрского состава график съёмок многократно изменялся. Сава был занят в фильме «The Guilty», а Смит в сериале «Бухта Доусона».
Первой сценой была смерть героини Детмер (её сбил автобус), так как сцена была лёгкой. Все смерти были сняты с использованием фактических актёров. Сцены смертей и лесные сцены были сняты в Париже, в Виктории. Дополнительные сцены снимались в Торонто и Сан-Франциско.

## Музыка
В фильме звучали песни:
- «Rocky Mountain High» в исполнении John Denver.
- «Hundred Grand» в исполнении Pete Atherton.
- «Into The Void» в исполнении Nine Inch Nails.
- «All The Candles In The World» в исполнении Jane Siberry.
- «And When I Die» в исполнении Joe 90.
- «Rocky Mountain High» (французская версия) в исполнении Alessandro Juliani.